# Aeroportul Ramon
Aeroportul Ramon (IATA: ETM, ICAO: LLER) este un aeroport din Districtul de Sud, Israel ce deservește zona Eilat. Aeroportul a fost tranzitat în ianuarie 2023 de 79.650 de pasageri. A fost deschis în 21 ianuarie 2019 și numit după Ilan Ramon.
aeroportul dispune de o singură pistă. Este operat de Israel Airports Authority⁠(d).